# Saturno Meletti
Saturno Meletti (Fano (Marques), 1906 – Roma (Laci), 23 de setembre, 1985) va ser un baix-baríton italià, actiu especialment en el repertori clàssic i modern italià.

## Biografia
Va estudiar cant al Conservatori de Pesaro amb el gran mestre Arturo Melocchi, mestre de Mario Del Monaco. Va començar la seva carrera a la seva ciutat natal com Escamillo a Carmen l'any 1929, apareixent posteriorment en nombrosos petits teatres d'Itàlia.
Va debutar el 1932 al "Teatro dell'Opera" de Roma, on va cantar fins al 1976. També va actuar al "Teatro Comunale" de Bolonya, "Teatro Regio" de Parma, Teatro San Carlo de Nàpols, "Teatro Massimo" de Palerm, Maggio Musicale Fiorentino i a La Scala. També va actuar en diferents teatres d'Alemanya, Suïssa i Amèrica del Sud.
Va ser el "creador" de molts papers en el repertori italià contemporani: a Antonio e Cleopatra de Gian Francesco Malipiero (Florència 1938), Vanna Lupa d'Ildebrando Pizzetti (Roma 1949), La luna dei Caraibi  d'Adriano Lualdi (Milà 1953), La guerra de Renzo Rossellini (Nàpols 1956).
Va deixar diversos enregistraments amb el segell Cetra: Melitone a La forza del destino dirigit per Gino Marinuzzi (pare), David a L'amico Fritz dirigit per Pietro Mascagni, així com La Cenerentola, Falstaff, Manon Lescaut, Adriana Lecouvreur. També va oferir una prova de doblatge: alternant amb Alberto Sordi la veu del narrador a les parts cantades (Sordi, en canvi, són les parts de diàleg) i dels personatges de La balena que volia cantar a l'òpera, l'últim segment de el clàssic de Disney Make Mine Music, estrenat a Amèrica el 1946 i a Itàlia el 1949

## Discografia
- Mascagni: Guglielmo Ratcliff - Pier Miranda Ferraro/Renata Mattioli/Miti Truccato Pace/Ferruccio Mazzoli/Giovanni Ciminelli/Saturno Meletti/Eva Jakabfy/Vito Tatone/Giovanni Amodeo/Augusto Pedroni/Andrea Mineo/RAI Symphony Orchestra & Chorus Rome/Armando La Rosa Parodi, Opera d'Oro
- Puccini: La boheme - Elda Ribetti/Giacomo Lauri-Volpi/Giulio Neri/San Carlo Theatre Chorus & Orchestra/Gabriele Santini/Saturno Meletti/Carlo Badioli/Renata Tebaldi/Silvio Santarelli/Gianni Avolanti/Tito Gobbi/Giuseppe Di Stefano/RAI Symphony Orchestra Rome/Alberto Paoletti, 1954 IDIS
- Rossini: La Cenerentola - Bruno Erminero/Mario Rossi/Orchestra Sinfonica della RAI di Torino/Giulietta Simionato/Cesare Valletti/Cristiano Dalamangas/Saturno Meletti, 1951 Nuova Fonit Cetra
- Verdi: Otello - Orchestra Sinfonica di Torino della RAI/Mario Rossi (direttore d'orchestra)/Coro di Torino della RAI/Bruno Erminero/Gino Del Signore/Giuseppe Taddei/Giuseppe Nessi/Cristiano Dalamangas/Anna Maria Canali/Rosanna Carteri/Amalia Pini/Lina Pagliughi/Saturno Meletti/Emilio Renzi, Mangora
- Verdi: Falstaff - Orchestra Sinfonica di Torino della RAI/Mario Rossi/Gino Del Signore/Giuseppe Taddei/Giuseppe Nessi/Cristiano Dalamangas, Mangora